# (613908) 2007 VK305
(613908) 2007 VK305 est un transneptunien de magnitude absolue 5,9. 
Son diamètre est estimé à environ 310 km, ceci pourrait le qualifier comme candidat au statut de planète naine.

## Compléments